# Selva dels Chimalapas
La Selva dels Chimalapas, són un conjunt de selves tropicals verges de 594.000 hectàrees, -de les quals 300.000 encara es troben inalterades-, juntament amb les regions d'Uxpanapa (Veracruz) i El Ocote, (Chiapas), signifiquen, com a unitat fisiogràfica, el límit nord de l'existència de selves altes perennifòlies al continent americà i pel mateix costat, refugi llegendari dels binidani, nom zapoteca per a una raça antiga que va fugir a la muntanya, en lloc d'acceptar la dominació espanyola.
Aquest conjunt de selves es troben en el que es coneix com a Sierra Atravesada a Mèxic, als estats d'Oaxaca, Tabasco i Chiapas.
Estan situats al sud de Mèxic, en el límit nord-est de l'Estat d'Oaxaca, gairebé al cor de l'Istme de Tehuantepec, que és la porció més estreta de Mèxic entre l'oceà Pacífic i el Golf de Mèxic, a alhora pont entre el sud-est, el centre i el nord de Mèxic.

## Clima
Per la seva localització, la regió dels Chimalapas té en la seva major part, climes càlids, però, el seu relleu amb grans diferències d'altitud, (200-2.000 m), determina la presència de climes temperats. Per trobar-se en la zona d'influència dels vents alisis provinents del Golf de Mèxic, té climes humits en les parts més baixes orientades cap a l'est, mentre que en el vessant de l'Oceà Pacífic, els climes són subhumits. El clima càlid humit amb abundants pluges a l'estiu, predomina en la major part de l'àrea, especialment al nord, en els límits entre Oaxaca, Chiapas i Veracruz, on és més intensa l'acció dels vents humits provinents del Golf de Mèxic. Els climes subhumits amb pluges a l'estiu i els semicàlids subhumits amb pluges a l'estiu, es troben a la part mitjana de la regió, en les parts més altes es presenta el clima temperat subshúmit amb pluges a l'estiu. La temperatura mitjana anual en tota la regió, fluctua entre 22 i 24 °C. Els valors mitjans més freqüents de precipitació, estan compresos entre els 2.000 i 2.500 mm anuals. Es presenten escasses pluges hivernals, associades a masses d'aire continental polar, anomenades comunament "nords".

## Hidrologia
Les muntanyes dels Chimalapas conformen la conca alta dels rius Coatzacoalcos, Uxpanapa i Grijalva-Usumacinta, (al vessant del Golf de Mèxic), així com dels rius Espíritu Santo, Niltepec, Ostuta i Tapanetepec, les aigües alimenten els sistemes lacustres més importants de Mèxic: La Laguna Superior, La Laguna Inferior i El Mar Muerto, (vessant de l'Oceà Pacífic); alguns dels seus rius desemboquen a l'embassament de Malpaso. Aquests sistemes hidrològics, porten més de 40% de tot el flux aquàtic del país, mentre en el vessant del Pacífic, nodreixen els importants sistemes de llacunes que mantenen gran quantitat d'espècies de flora i fauna aquàtica, i tenen un vincle directe amb la vida de sistemes marins i terrestres adjacents. Els diversos ecosistemes dels Chimalapas, operen com a reguladors del clima, d'una important porció del sud i sud-est del país, i són una de les principals fonts d'oxigen per a la nostra atmosfera, per la seva alta capacitat de fotosíntesi. Aquests ecosistemes, estabilitzen la precipitació pluvial al llarg de l'any i mantenen la humitat de l'atmosfera, evitant sequeres prolongades al llarg de l'istme de Tehuantepec.

## Riquesa ecològica
Donada la seva extensió, característiques biològiques i grau de conservació, Els Chimalapas és en l'actualitat una de les zones tropicals i banc de recursos genètics, (germoplasma), de major importància a Mèxic i Mesoamèrica. S'estima que una sola hectàrea de vegetació tropical no pertorbada en Chimalapas, arriba a acollir fins a 900 espècies vegetals, i més de 200 espècies animals. La regió posseeix, una topografia molt accidentada que va des planes costaneres a 200 msnm, fins trencats massissos muntanyencs a més de 2.400 m, amb una precipitació anual de 2.800 mm a l'oest i 4.400 mm a l'est, el que fa possible la coexistència dels més variats i complexos sistemes ecològics, on habita una gran diversitat de fauna silvestre. Les roques petites al costat dels rius, sostenen una vegetació única, incloent espècies d'Agave, Yucca i Beaucarnea.

## Flora
L'àrea dels Chimalapas és notable, per la seva extensió de boscos baixos plujosos i bosc mesòfil de muntanya o nubliselva. Predomina la selva alta perennifòlia amb arbres de 25 a 40 m d'alçada, té presència la selva alta i mitjana subperennifolia, la selva baixa caducifolia, (garrigues), els boscos mixtos de pi i roure i el de pi, el bosc temperat de lauràcies en conjunt amb nombroses microzones de vegetació relictual del Plistocè (primer període de l'era quaternària del que queden restes humanes, i obres de l'home que corresponen al Paleolític). Entre els arbres més comuns del lloc, es troben Ficus insipida, Brosimum alicastrum, Dialium guianense, Pithecellobium arboreum, Guarea glabra, Guarea Chichon i Guarea Bijuga, astrocaryum mexicana, Chamaedorea tepejilote, Salix taxifolia, Pachira aquatica, Bursera sp., Pedilanta sp. i Bernardia sp.
Les àrees muntanyoses de Sierra de Tres Picos i Sierra Atravesada que conformen els diversos tipus de boscos de boira, potser siguin les àrees més grans sense pertorbar a Mèxic i Centreamèrica. Les zones de Pinus oocarpa de major extensió i un altre tipus de pins, Pinus pseudostrobus var. Coatepensis i Pinus michoacana, es troben a l'est de les parts baixes de Sierra Atravesada, juntament amb Quercus pedunculuaris, Quercus mexicana i Quercus conspersa.
Entre les espècies vegetals endèmiques més importants dels Chimalapas, es troben: Begonia lyniceorum, Colubrina johnstonii, Diplopterys mexicana, Dorstenia uxpanapa, Ocotea uxpanapana, Rinorea uxpanapana, Zamia purpurea i Annonàcies, (Gen. Nov.), entre d'altres.

## Fauna
En haver estat pràcticament exterminada del tròpic mexicà, la vida animal es troba a Chimalapas, un dels seus últims reductes. Exemples d'ella són: el jaguar, el quetzal, el guan banyut, el tapir, la mona aranya, l'aluata de mantell, l'àguila harpia, el puma, guacamais, ocelots i una àmplia varietat de mamífers, rèptils, aus i peixos. Quant a insectes, per citar un cas, es coneix que Chimalapas i la Selva Lacandona, posseeixen el nombre més alt de papallones diürnes de Mèxic. A la Selva dels Chimalapas, tenen 146 espècies de mamífers, 316 d'aus i 445 de papallones diürnes, que signifiquen en conjunt un 36% de representativitat de la biodiversitat de Mèxic. Pel que fa a rèptils i amfibis, es registren a la regió 62 i 41 espècies respectivament.

## Conflicte amb l'ecosistema
Els pobladors de la regió cacen amb fins d'autoconsum, encara que també capturen vius alguns mamífers i aus per vendre'ls. L'acció dels desmunts i l'establiment de pastures, entre altres factors, ha determinat l'augment de la caça furtiva, per aquest motiu la SEDUE, a partir del calendari cinegètic de juliol de 1987 a abril de 1988, va declarar la regió dels Chimalapas com a àrea vetada per a la caça.

## Grups ètnics
D'aquestes 594.000 hectàrees, 460.000 corresponen a la comunitat indígena del municipi de Santa María Chimalapa, i 134.000, a la de San Miguel.
El grup ètnic més important dels Chimalapas, és el dels zoques, encara que també hi ha mixes, huaves, mixteques, zapoteques, chinanteques, tzeltals, chamulas, chatinos, i gran quantitat de mestissos, provinents de Chiapas i Michoacán; aquests últims, es dediquen a l'explotació de la fusta.